# Georges Casanova
Auguste Georges Casanova (Algeri, 26 luglio 1890 – Algeri, 20 febbraio 1932) è stato uno schermidore francese, vincitore di una medaglia di bronzo nella scherma ai giochi olimpici.